# 森德哈斯德拉托雷
森德哈斯德拉托雷，是西班牙卡斯蒂利亚-拉曼恰瓜达拉哈拉省的一个市镇。总面积14平方公里，总人口84人（2001年），人口密度6人/平方公里。